# Bob Gainey

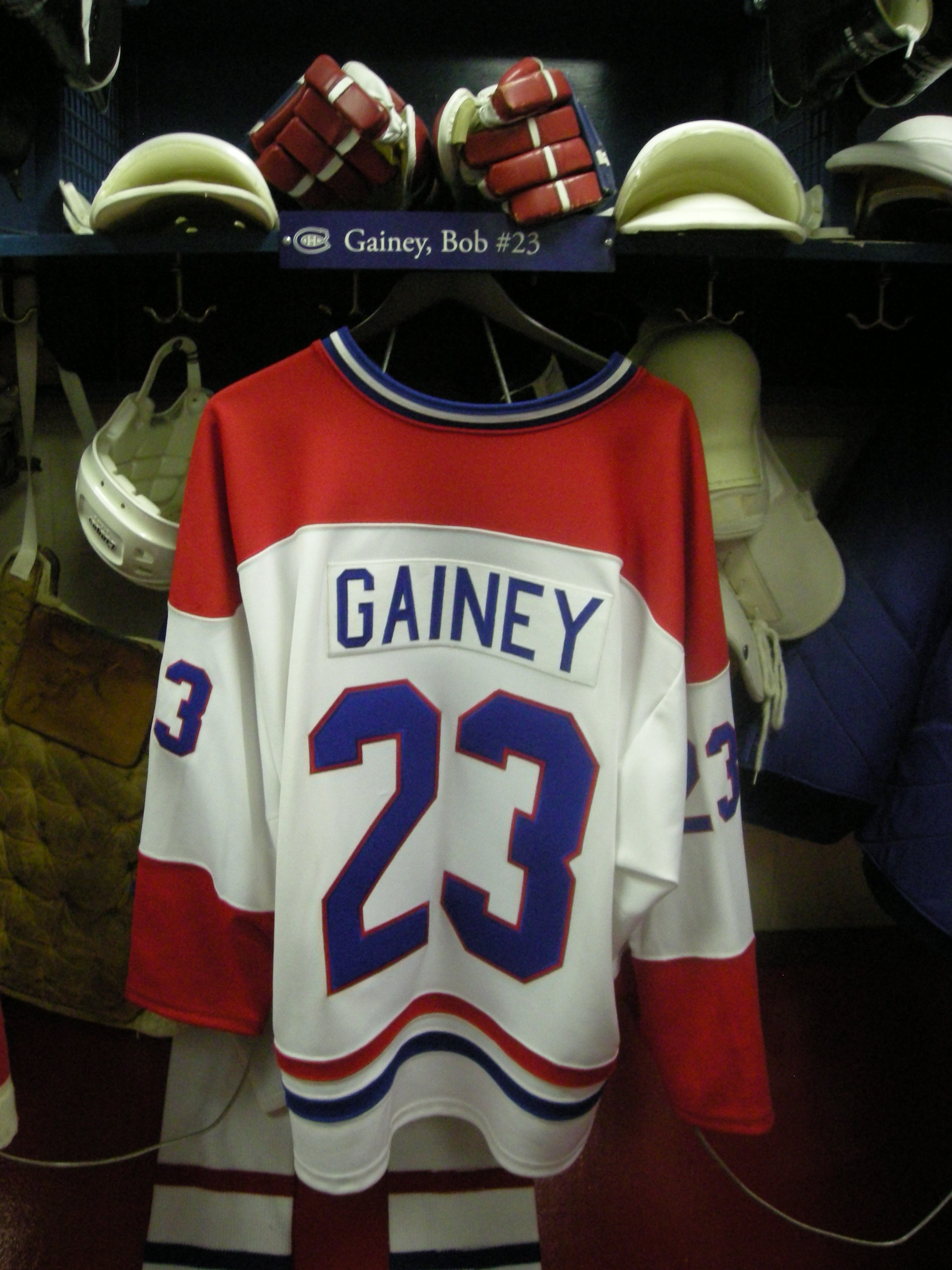
Montreal Canadiens omklädningsrum i Hockey Hall of Fame i Toronto.

Robert Michael "Bob" Gainey, född 13 december 1953 i Peterborough i Ontario, är en kanadensisk före detta professionell ishockeyspelare, ishockeytränare och general manager. Som spelare vann Bob Gainey fem Stanley Cup med Montreal Canadiens. Han vann Frank J. Selke Trophy som NHL:s bäste defensive forward fyra gånger och Conn Smythe Trophy som Stanley Cup-slutspelets mest värdefulle spelare 1979.

## Spelare

### NHL
Bob Gainey valdes av Montreal Canadiens som 8:e spelare totalt i NHL-draften 1973. Han valdes även av Minnesota Fighting Saints i WHA-draften samma år men kom aldrig att spela för klubben.
Gainey debuterade i NHL för Canadiens säsongen 1973–74 och gjorde 3 mål och 7 assists på 66 matcher. Gainey var redan som junior sedd som en defensiv forward och det var i den rollen han även kom att staka ut sin NHL-karriär. Offensiven i Canadiens togs för det mesta om hand av andra spelare, framförallt Guy Lafleur. Från 1978 till 1981 vann Gainey fyra raka Frank J. Selke Trophy, ett då nyinstiftat pris som delas ut till ligans bäste defensive forward.
Säsongen 1975–76 vann Gainey sin första Stanley Cup med Montreal Canadiens då man slog Philadelphia Flyers i finalen med 4-0 i matcher. Canadiens skulle upprepa bedriften de tre följande åren. 1979 vann Gainey Conn Smythe Trophy som slutspelets mest värdefulle spelare efter att ha gjort 6 mål och 10 assists för totalt 16 poäng på 16 matcher. 1980 föll de fyrfaldiga regerande mästarna Canadiens i andra rundan i slutspelet mot Minnesota North Stars med 4-3 i matcher.
1980–81 hade Gainey sin poängmässigt bästa säsong i NHL då han gjorde 23 mål och 24 assists för totalt 47 poäng på 78 matcher. Säsongen 1981–82 valdes han till ny lagkapten för Canadiens efter att Serge Savard lämnat klubben.
Säsongen 1985–86 vann Gainey sin femte Stanley Cup med Canadiens efter att man slagit Calgary Flames i finalen med 4-1 i matcher. Gainey gjorde 5 mål och 5 assists för totalt 10 poäng på 20 matcher i slutspelet 1986. 1989 möttes lagen åter igen i Stanley Cup-finalen men trots att Canadeins hade ledningen i matchserien med 2-1 i matcher föll man med 4-2 efter att Calgary Flames vunnit tre raka. Slutspelet 1989 skulle bli Gaineys sista framträdande som spelare.

### Internationellt
Bob Gainey spelade två Canada Cup-turneringar för det kanadensiska landslaget. 1976 vann Kanada guld efter att ha slagit Tjeckoslovakien i finalen med 2-0 i matcher, 6-0 och 5-4. Gainey gjorde 2 mål på 5 matcher i turneringen. 1981 fick Kanada nöja sig med en andraplats efter att ha fått stryk i finalen mot Sovjetunionen med förkrossande 8-1. På 7 matcher gjorde Gainey 1 mål och 3 assists.
Gainey spelade även två VM för Kanada, 1982 och 1983, med två bronsmedaljer som resultat.

### Statistik
| 1971–72    | Peterborough Petes    | OHA        | 1    | 0   | 0   | 0   | 31  | —   | —  | —  | —  | —   |
| 1972–73    | Peterborough Petes    | OHA        | 52   | 22  | 21  | 43  | 99  | —   | —  | —  | —  | —   |
| 1973–74    | Montreal Canadiens    | NHL        | 66   | 3   | 7   | 10  | 34  | 6   | 0  | 0  | 0  | 6   |
| 1973–74    | Nova Scotia Voyageurs | AHL        | 6    | 2   | 5   | 7   | 4   | —   | —  | —  | —  | —   |
| 1974–75    | Montreal Canadiens    | NHL        | 80   | 17  | 20  | 37  | 49  | 11  | 2  | 4  | 6  | 4   |
| 1975–76    | Montreal Canadiens    | NHL        | 78   | 15  | 13  | 28  | 57  | 13  | 1  | 3  | 4  | 20  |
| 1976–77    | Montreal Canadiens    | NHL        | 80   | 14  | 19  | 33  | 41  | 14  | 4  | 1  | 5  | 25  |
| 1977–78    | Montreal Canadiens    | NHL        | 66   | 15  | 16  | 31  | 57  | 15  | 2  | 7  | 9  | 14  |
| 1978–79    | Montreal Canadiens    | NHL        | 79   | 20  | 18  | 38  | 44  | 16  | 6  | 10 | 16 | 10  |
| 1979–80    | Montreal Canadiens    | NHL        | 64   | 14  | 19  | 33  | 32  | 10  | 1  | 1  | 2  | 4   |
| 1980–81    | Montreal Canadiens    | NHL        | 78   | 23  | 24  | 47  | 36  | 3   | 0  | 0  | 0  | 2   |
| 1981–82    | Montreal Canadiens    | NHL        | 79   | 21  | 24  | 45  | 24  | 5   | 0  | 1  | 1  | 8   |
| 1982–83    | Montreal Canadiens    | NHL        | 80   | 12  | 18  | 30  | 43  | 3   | 0  | 0  | 0  | 4   |
| 1983–84    | Montreal Canadiens    | NHL        | 77   | 17  | 22  | 39  | 41  | 15  | 1  | 5  | 6  | 9   |
| 1984–85    | Montreal Canadiens    | NHL        | 79   | 19  | 13  | 32  | 40  | 12  | 1  | 3  | 4  | 13  |
| 1985–86    | Montreal Canadiens    | NHL        | 80   | 20  | 23  | 43  | 20  | 20  | 5  | 5  | 10 | 12  |
| 1986–87    | Montreal Canadiens    | NHL        | 47   | 8   | 8   | 16  | 19  | 17  | 1  | 3  | 4  | 6   |
| 1987–88    | Montreal Canadiens    | NHL        | 78   | 11  | 11  | 22  | 14  | 6   | 0  | 1  | 1  | 6   |
| 1988–89    | Montreal Canadiens    | NHL        | 49   | 10  | 7   | 17  | 34  | 16  | 1  | 4  | 5  | 8   |
| NHL totalt | NHL totalt            | NHL totalt | 1160 | 239 | 262 | 501 | 585 | 182 | 25 | 48 | 73 | 151 |

| År     | Lag    | Turnering |    | Matcher | Mål | Assist | Poäng | Utv |
| ------ | ------ | --------- | -- | ------- | --- | ------ | ----- | --- |
| 1976   | Kanada | CC        | 5  | 2       | 0   | 2      | 2     |     |
| 1981   | Kanada | CC        | 7  | 1       | 3   | 4      | 2     |     |
| 1982   | Kanada | VM        | 10 | 2       | 1   | 3      | 0     |     |
| 1983   | Kanada | VM        | 10 | 0       | 6   | 6      | 2     |     |
| Totalt | Totalt | Totalt    | 32 | 5       | 10  | 15     | 6     |     |

Statistik från Hockey-Reference.com

## Tränare och General Manager

### Minnesota North Stars
Bob Gainey utsågs till huvudtränare för Minnesota North Stars säsongen 1990–91. North Stars samlade ihop 68 poäng på 80 matcher i grundserien och vann endast 27 matcher, minst av alla slutspelslag. I Stanley Cup-slutspelet fick man dock spelet att fungera och slog i tur och ordning ut favorittippade Chicago Blackhawks, St. Louis Blues och Edmonton Oilers i de tre första rundorna innan man föll i finalen mot Pittsburgh Penguins med 4-2 i matcher. I januari 1992 utsågs Gainey även till general manager för North Stars. 

### Dallas Stars
Säsongen 1995–96, efter det att Minnesota North Stars flyttat till Texas och blivit Dallas Stars säsongen 1993–94, ersattes Gainey som tränare av Ken Hitchcock för att endast fokusera sig på arbetet som general manager. Dallas Stars vann två raka Presidents' Trophy 1998 och 1999 som grundseriens bästa lag och 1999 vann Stars även Stanley Cup efter att ha besegrat Buffalo Sabres i finalen med 4-2 i matcher. Säsongen efter, 1999–00, förlorade Stars i Stanley Cup-finalen mot New Jersey Devils. Säsongen 2001–02 fick Gainey sparken som general manager för Dallas Stars.

### Montreal Canadiens
Gainey blev general manager för Montreal Canadiens säsongen 2003–04. I januari 2006 sparkade Gainey huvudtränaren Claude Julien och tog tillfälligt själv över tränarsysslorna. Säsongen 2008–09 sparkade Gainey tränaren Guy Carbonneau och tog åter igen själv över som provisorisk tränare. 8 februari 2010 avgick Gainey som general manager för Canadiens men stannade inom klubben som rådgivare fram till och med slutet av säsongen 2011–12.
9 maj 2012 meddelade Dallas Stars att man anställt Gainey som rådgivare.

### Tränarstatistik
M = Matcher, V = Vinster, F = Förluster, O = Oavgjorda, ÖTF = Förluster på övertid eller straffar
| Lag                   | År      | Grundserie | Grundserie | Grundserie | Grundserie | Grundserie | Grundserie | Grundserie               | Grundserie                    |
| Lag                   | År      | M          | V          | F          | O          | ÖTF        | Poäng      | Resultat                 | Resultat                      |
| --------------------- | ------- | ---------- | ---------- | ---------- | ---------- | ---------- | ---------- | ------------------------ | ----------------------------- |
| Minnesota North Stars | 1990–91 | 80         | 27         | 39         | 14         | –          | 68         | 4:a i Norris Division    | Förlorade i Stanley Cup-final |
| Minnesota North Stars | 1991–92 | 80         | 32         | 42         | 6          | –          | 70         | 4:a i Norris Division    | Förlorade i första rundan     |
| Minnesota North Stars | 1992–93 | 84         | 36         | 38         | 10         | –          | 82         | 5:a i Norris Division    | Missade slutspel              |
| Dallas Stars          | 1993–94 | 84         | 42         | 29         | 13         | –          | 97         | 3:a i Central Division   | Förlorade i andra rundan      |
| Dallas Stars          | 1994–95 | 48         | 17         | 23         | 8          | –          | 42         | 5:a i Central Division   | Förlorade i första rundan     |
| Dallas Stars          | 1995–96 | 39         | 11         | 19         | 9          | –          | 31         | 6:a i Central Division   | –                             |
| Montreal Canadiens    | 2005–06 | 41         | 23         | 15         | –          | 3          | 49         | 3:a i Northeast Division | Förlorade i första rundan     |
| Montreal Canadiens    | 2008–09 | 16         | 6          | 6          | –          | 4          | 16         | 2:a i Northeast Division | Förlorade i första rundan     |
| Totalt                | Totalt  | 472        | 194        | 211        | 60         | 7          |            |                          |                               |

## Meriter
- Frank J. Selke Trophy – 1978, 1979, 1980, 1981
- Conn Smythe Trophy – 1979
- Stanley Cup – 1976, 1977, 1978, 1979 och 1986 som spelare. 1999 som general manager.
- Invald i Hockey Hall of Fame 1992.
- Gaineys tröja #23 pensionerad av Montreal Canadiens 23 februari 2008